# Pallacanestro ai I Giochi olimpici giovanili estivi
Gli incontri di Pallacanestro ai I Giochi olimpici giovanili estivi si sono svolti dal 15 al 21 agosto 2010 presso lo *scape di Singapore, nel formato 3x3.

## Formato dei tornei[1]
Ai tornei hanno partecipato 40 squadre suddivise equamente tra maschili e femminili. Quattro selezionate per genere erano selezionate sulla base del ranking FIBA, le restanti sono state scelte sulla base dei risultati raggiunti delle varie rappresentative nazionali a livello giovanile e senior, della partecipazione in competizioni ufficiali di carattere internazionale e del grado di sviluppo della pallacanestro nei rispettivi paesi.
La pallacanestro 3x3 prevede due squadre formate da tre cestisti che, come nello streetball, hanno a disposizione metà di un campo da pallacanestro regolamentare e uno solo canestro. La squadra che raggiungeva per prima 33 punti o si trovava in vantaggio al termine del tempo regolamentare (composto da due tempi da cinque minuti) o dei supplementari (della durata di due minuti), si aggiudicava l'incontro.

## Squadre partecipanti

### Uomini
Girone A
- Grecia
- Nuova Zelanda
- India
- Porto Rico
- Serbia

Girone B
- Argentina
- Egitto
- Iran
- Lituania
- Panama

Girone C
- Rep. Centrafricana
- Israele
- Singapore
- Stati Uniti
- Turchia

Girone D
- Croazia
- Filippine
- Isole Vergini Americane
- Spagna
- Sudafrica

### Donne
Girone A
- Canada
- Costa d'Avorio
- Corea del Sud
- Russia
- Vanuatu

Girone B
- Angola
- Bielorussia
- Germania
- Singapore
- Stati Uniti

Girone C
- Brasile
- Cina
- Mali
- Rep. Ceca
- Thailandia

Girone D
- Australia
- Cile
- Francia
- Giappone
- Italia

## Podi
| Evento           | Oro                                                                                | Argento                                                                        | Bronzo                                                                               |
| Torneo maschile  | Serbia Saša Avramović Marko Radonjić Nemanja Bezbradica Stefan Popovski-Turanjanin | Croazia Matej Buovac Tomislav Grubišić Stipe Krstanović Marko Ramljak          | Grecia Theodoros Tsiloulis Spyridon Panagiotaras Lampros Vrakos Emmanuel Tselentakis |
| Torneo femminile | Cina Ma Xueya Shen Yi Jin Jiabao Yang Xi                                           | Australia Olivia Bontempelli Hannah Kaser Mikhaela Donnelly Rosemary Fadljevic | Stati Uniti Briyona Canty Andraya Carter Amber Henson Kiah Stokes                    |

## Medagliere
| Posizione | Paese       |   |   |   | Totale |
| --------- | ----------- | - | - | - | ------ |
| 1         | Cina        | 1 | 0 | 0 | 1      |
| 1         | Serbia      | 1 | 0 | 0 | 1      |
| 2         | Australia   | 0 | 1 | 0 | 1      |
| 2         | Croazia     | 0 | 1 | 0 | 1      |
| 3         | Grecia      | 0 | 0 | 1 | 1      |
| 3         | Stati Uniti | 0 | 0 | 1 | 1      |
| Totale    | Totale      | 2 | 2 | 2 | 6      |